# الجامعة الإسلامية في أوغندا
الجامعة الإسلامية في أوغندا أسست سنة 1988 م، فرعها الرئيسي يقع في «إمبالي»، ولها فروع في العاصمة كمبالا ومدينة «أروى».
أنشئت الجامعة بموجب قرار ثنائي بين منظمة التعاون الإسلامي وحكومة أوغندا. وتنحصر مهام الجامعة بتعليم مسلمي الدول الإفريقية الناطقة بالإنكليزية. حصلت الجامعة على أكثر من 13 مليون دولار من المساعدات السعودية منذ إنشائها.

## راجع أيضا
- الإسلام في أوغندا